# Dongfeng eπ 008

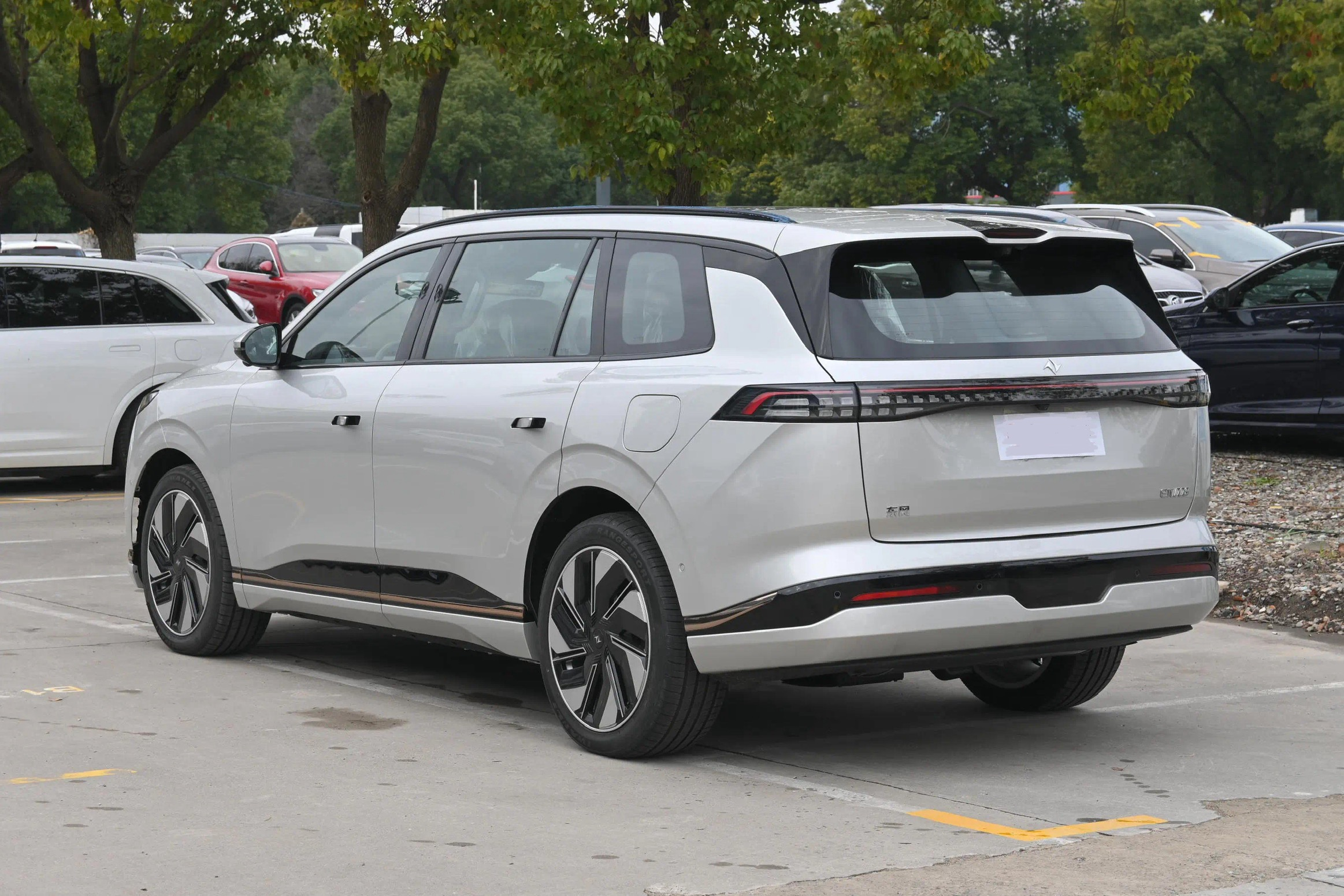
Heckansicht

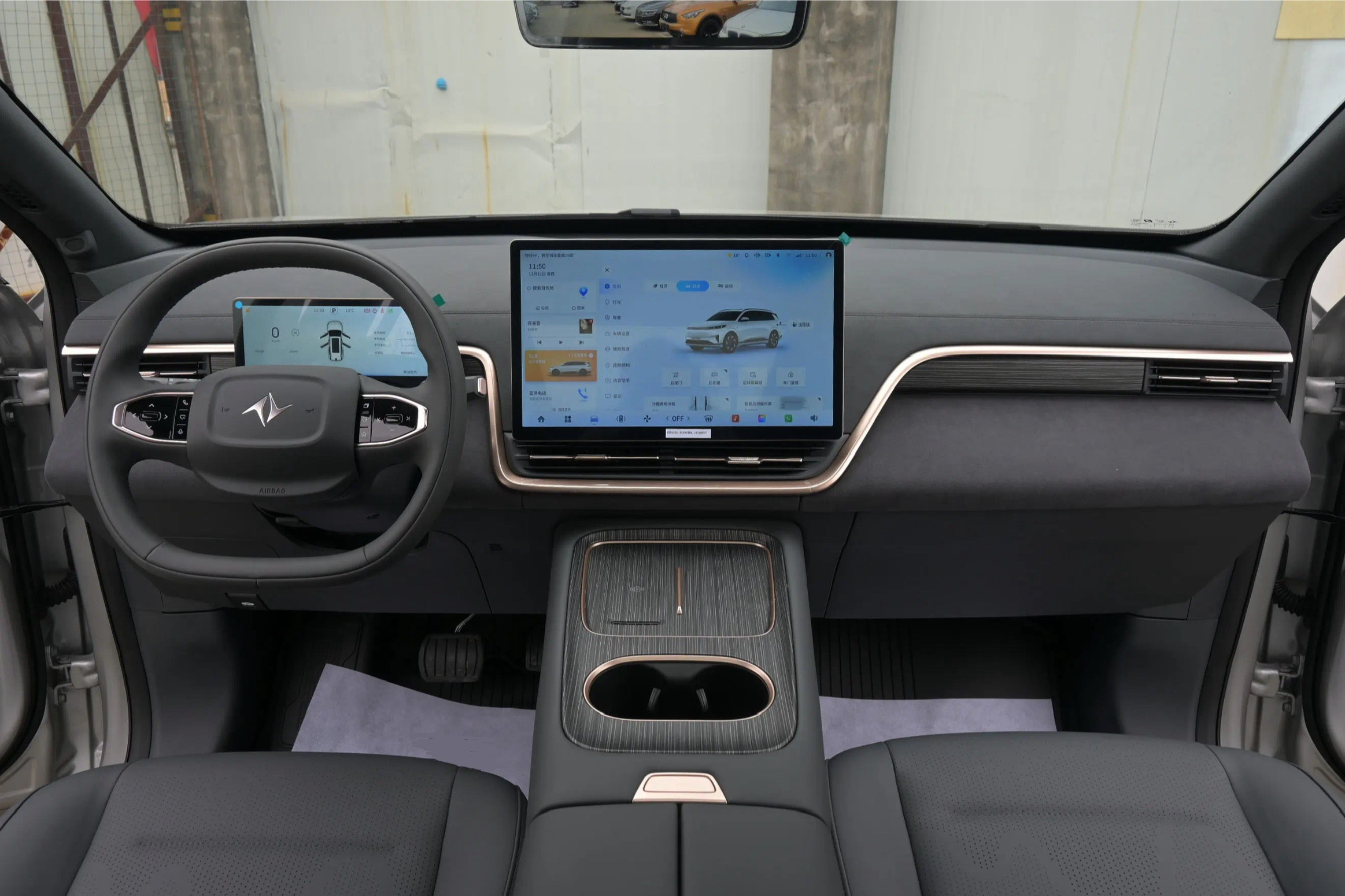
Innenansicht

Der Dongfeng eπ 008 ist ein Sport Utility Vehicle des chinesischen Automobilherstellers Dongfeng Motor Corporation. Nach der Limousine Dongfeng eπ 007 ist es das zweite Fahrzeug der 2023 vorgestellten Submarke eπ.

## Geschichte
Vorgestellt wurde das fünf Meter lange Fahrzeug im April 2024 auf der Beijing Auto Show. Zwei Monate später kam es auf dem chinesischen Heimatmarkt als Sechssitzer in den Handel. Eine fünfsitzige Version folgte im Oktober 2024. Der cw-Wert des Wagens wird mit 0,268 angegeben.

## Technik
Den eπ 008 gibt es entweder als reines Elektroauto oder als Elektroauto mit einem aufgeladenen 1,5-Liter-Ottomotor als Reichweitenverlängerer. Die maximale Leistung des Elektromotors im Heck liegt bei 200 kW (272 PS). Als Energiespeicher wird ein Lithium-Eisenphosphat-Akkumulator verwendet. In der rein elektrisch angetriebene Version hat sie einen Energieinhalt von 82,3 kWh, in der Version mit Reichweitenverlängerer 34,3 kWh. Die rein elektrisch angetriebene Version nutzt einen  Die Höchstgeschwindigkeit des SUV liegt bei 180 km/h.

## Technische Daten
| Kenngrößen                                  | 636 Max                    | 210 Ultra                    |
| ------------------------------------------- | -------------------------- | ---------------------------- |
| Bauzeitraum                                 | seit 06/2024               | seit 06/2024                 |
| Motorkenndaten                              |                            |                              |
| Motortyp                                    | Elektromotor               | Elektromotor + R4-Ottomotor  |
| Hubraum                                     | —                          | 1497 cm³                     |
| max. Leistung Elektromotor                  | 200 kW (272 PS)            | 200 kW (272 PS)              |
| max. Leistung Verbrennungsmotor             | —                          | 108 kW (147 PS) bei 4500/min |
| max. Systemleistung                         | 200 kW (272 PS)            | 200 kW (272 PS)              |
| max. Drehmoment Elektromotor                | 340 Nm                     | 340 Nm                       |
| max. Drehmoment Verbrennungsmotor           | —                          | 210 Nm bei 2000–4500/min     |
| max. Systemdrehmoment                       | 340 Nm                     | 340 Nm                       |
| Kraftübertragung                            |                            |                              |
| Antrieb                                     | Hinterradantrieb           | Hinterradantrieb             |
| Getriebe                                    | Eingang-Reduktionsgetriebe | Eingang-Reduktionsgetriebe   |
| Messwerte                                   |                            |                              |
| Leergewicht                                 | 2228 kg                    | 2189 kg                      |
| Höchstgeschwindigkeit                       | 180 km/h                   | 180 km/h                     |
| Beschleunigung, 0–100 km/h                  | k. A.                      | k. A.                        |
| Kraftstoffverbrauch auf 100 km (kombiniert) | —                          | 0,7 l Super                  |
| Tankinhalt                                  | —                          | 51 l                         |
| Energieinhalt Akku                          | 82,3 kWh                   | 34,3 kWh                     |
| Elektrische Reichweite nach CLTC            | 636 km                     | 210 km                       |
| Abgasnorm                                   | —                          | China VI                     |